# Эль-Харф
Эль-Харф (араб. الحرف‎) — небольшой город на северо-западе Йемена, на территории мухафазы Амран. Административный центр мудирии Харф-Суфьян. Численность населения на 2004 год составляла 4146 человек.

## Географическое положение
Город находится в северо-восточной части мухафазы, на восточных склонах хребта Сират, на высоте 1561 метра над уровнем моря.
Эль-Харф расположен на расстоянии приблизительно 77 километров к северо-северо-востоку (NNE) от Амрана, административного центра мухафазы и на расстоянии 100 километров к северо-северо-западу (NNW) от Саны, столицы страны.

## Климат
Климат города характеризуется как аридный жаркий (BWh в классификации климатов Кёппена). Среднегодовая температура воздуха составляет 20,6 °C. Средняя температура самого холодного месяца (января) составляет 16 °С, самого жаркого месяца (июля) — 25,1 °С. Расчётная многолетняя норма осадков — 148 мм.

## Транспорт
Ближайший аэропорт расположен в городе Барат.